# Pimelodella procera
Pimelodella procera är en fiskart som beskrevs av Mees, 1983. Pimelodella procera ingår i släktet Pimelodella och familjen Heptapteridae. Inga underarter finns listade i Catalogue of Life.